# 3735 Třeboň
3735 Třeboň là một tiểu hành tinh vành đai chính với chu kỳ quỹ đạo là 2001.8962406 ngày (5.48 năm).
Nó được phát hiện ngày 4 tháng 12 năm 1983.